# هیلزبورو (کنتاکی)
هیلزبورو (به انگلیسی: Hillsboro) یک منطقهٔ مسکونی در ایالات متحده آمریکا است که در شهرستان فلمینگ، کنتاکی واقع شده‌است. هیلزبورو ۲۶۳٫۰۵ متر بالاتر از سطح دریا واقع شده‌است.